# Filmåret 2014

## Mest inkomstbringande filmer
| Rang | Titel                                 | Distribution | Intäkter       |
| ---- | ------------------------------------- | ------------ | -------------- |
| 1    | Transformers: Age of Extinction       | Paramount    | $1 104 054 072 |
| 2    | Hobbit: Femhäraslaget                 | Warner Bros. | $956 019 788   |
| 3    | Guardians of the Galaxy               | Disney       | $773 312 399   |
| 4    | Maleficent                            | Disney       | $758 539 785   |
| 5    | The Hunger Games: Mockingjay – Part 1 | Lionsgate    | $755 356 711   |
| 6    | X-Men: Days of Future Past            | Fox          | $747 862 775   |
| 7    | Captain America: The Winter Soldier   | Disney       | $714 421 503   |
| 8    | Apornas planet: Uppgörelsen           | Fox          | $710 644 566   |
| 9    | The Amazing Spider-Man 2              | Columbia     | $708 982 323   |
| 10   | Interstellar                          | Paramount    | $675 120 017   |

## Händelser
- 24 januari–3 februari – Göteborg Film Festival 2014.
- 2 mars – Oscarsgalan 2014
- 5–16 november – Stockholm International Film Festival 2014
- 19 december – I Sverige inleds textning av all biograffilm som visas på SF Bio.[2]

## Årets filmer

### 1-9
- 10 000 timmar
- 100 steg från Bombay till Paris
- 20 000 days on earth
- 22 Jump Street
- 300: Rise of an Empire
- '71

### A–G
- A Fighting Man
- A Long Way Down
- A Million Ways to Die in the West
- A Most Wanted Man
- A Walk Among the Tombstones
- All We Have Is Now
- The Amazing Spider-Man 2
- American Burger
- American Sniper
- Among the Living
- Annabelle
- An open secret
- Apornas planet: Uppgörelsen
- As Above, So Below
- Atlas Shrugged: Part III
- Att skiljas
- Autómata
- The Babadook
- Bad Ass 2: Bad Asses
- Bad Country
- Bad Neighbours
- Bai ri yan huo
- Bamse och tjuvstaden
- Barefoot
- Belyje notji potjtalona Alekseja Trjapitsyna
- Big Eyes
- Big Hero 6
- Birdman
- Blended
- Boyhood
- Bröllopskaos
- Camelen
- Captain America: The Winter Soldier
- Chef
- Cloud 9
- Clouds of Sils Maria
- Dark Places
- Das finstere Tal
- Dear White People
- Deliver Us from Evil
- Divergent
- Dracula Untold
- Draktränaren 2
- Dum & dummare 2
- Död snö 2
- Edge of Tomorrow
- Efter den tid som flytt
- El escarabajo de oro
- En duva satt på en gren och funderade på tillvaron
- En levande själ
- En sång från hjärtat
- The Equalizer
- Exodus: Gods and Kings
- The Expendables 3
- Fallen
- Flowers in the Attic
- Flugparken
- Flygplan 2: Räddningstjänsten
- Foodies
- Foxcatcher
- Freak Out!
- Från djupet av mitt hjärta
- Fury
- Förr eller senare exploderar jag
- Gentlemen
- The Giver
- Godzilla
- Gone Girl
- Grace of Monaco
- The Grand Budapest Hotel
- Guardians of the Galaxy

### H–N
- Hallonbåtsflyktingen
- Hallåhallå
- Hercules: The Thracian Wars
- Herr Peabody & Sherman
- Hobbit: Femhäraslaget
- The Homesman
- Horrible Bosses 2
- The Hunger Games: Mockingjay – Part 1
- Hur man stoppar ett bröllop
- Hästmannen – sista striden
- I, Frankenstein
- If I Stay
- The Imitation Game
- Inherent Vice
- Innan frosten
- Internets underbarn
- Interstellar
- Into the Storm
- Into the Woods
- Jack Ryan: Shadow Recruit
- Jag ser dig
- Jag är fan en panter
- Jersey Boys
- Jessabelle
- John Wick
- Joy Ride 3
- The Judge
- Kapten Sabeltand och skatten i Lama Rama
- Kick It
- Kingsman: The Secret Service
- Klumpfisken
- Krakel Spektakel
- Kärlek deluxe
- Laggies
- Lasse-Majas detektivbyrå – Skuggor över Valleby
- Leave the World Behind
- The Legend of Hercules
- Lego filmen
- Leviatan
- Let's Be Cops
- Lgh + bil + allt jag har och äger
- Life in a fishbowl
- Love, Rosie
- Lucy
- Magic in the moonlight
- Majo no takkyūbin
- Maleficent
- Mannen som räddade Paris
- Manolos magiska resa
- Marie Heurtin
- The Maze Runner
- Medicinen
- Micke & Veronica
- Min så kallade pappa
- Miraklet i Viskan
- The Monuments Men
- The Mortal Instruments: Stad av aska
- Mot naturen
- Mr. Turner
- Muminfamiljen på Rivieran
- Muppets Most Wanted
- My old lady
- Nadas revolution
- NAS: Time Is Illmatic
- Natt på museet: Gravkammarens hemlighet
- Need for Speed
- Noah
- Non-Stop
- The November Man
- Nånting måste gå sönder
- Når dyrene drømmer
- När Marnie var där
- När sugfiskar krockar

### O–U
- Och Piccadilly Circus ligger inte i Kumla
- Om våld
- The Other Woman
- Ouija
- Paddington
- Paranormal Activity: The Marked Ones
- Persona 3 The Movie: Chapter 2, Midsummer Knight's Dream
- Pojken med guldbyxorna
- Pompeii
- Predestination
- The Purge: Anarchy
- The Quiet Roar
- The Raid 2: Berandal
- Rampage: Capital Punishment
- Remake
- Resan till Fjäderkungens rike
- Ride Along
- Rik av minnen
- Rio 2 – Prövar vingarna i Amazonas
- Risttuules
- Robocop
- Robotic Cop
- Rodeoprinsessan 2
- Roger Waters the Wall
- Sabotage
- The Salvation
- Sex Tape
- Sin City: A Dame to Kill For
- The Skeleton Twins
- Skumringslandet
- Song of the sea
- Space Station 76
- Still Alice
- Stockholm Stories
- Sune i fjällen[3]
- Svenskjävel
- Säg aldrig aldrig
- Taken 3
- Tammy
- Teenage Mutant Ninja Turtles[4]
- That Awkward Moment
- The Interview
- The Theory of Everything
- This Is Where I Leave You
- Tiden är en dröm del 2
- Tillbaka till Bromma
- Tingeling och piratfen
- Tjuvarnas jul – Trollkarlens dotter
- Tokarev
- Tommy
- Transcendence
- Transformers: Age of Extinction
- Turist
- Tusen bitar
- Två dagar, en natt
- Two Men in Town
- Unbroken
- Under Gottsunda
- Unga Sophie Bell

### V–Ö
- Vampire Academy
- Veronica Mars
- Vinterdvala
- Vive la France
- Vännerna
- Whiplash
- Wild
- Winter's Tale
- Wish I Was Here
- X-Men: Days of Future Past
- Yves Saint Laurent

### Fotnoter
1. ↑  ”2014 Yearly Box Office Results”. Box Office Mojo. http://www.boxofficemojo.com/yearly/chart/?view2=worldwide&yr=2014&p=.htm. Läst 10 juli 2016.
2. ↑  ”Obligatorisk textning av film får kritik”. Sveriges Radio. 12 december 2014. http://sverigesradio.se/sida/artikel.aspx?programid=478&artikel=6044007. Läst 15 december 2014.
3. ↑  ”Sune i fjällen” (på engelska). IMDB. 8 juli 2014. http://www.imdb.com/title/tt3157466/?ref_=nm_flmg_act_1. Läst 11 januari 2014.
4. ↑  ”Teenage Mutant Ninja Turtles” (på engelska). IMDB. http://www.imdb.com/title/tt1291150/. Läst 2 mars 2013.